# コーベみなと物語
コーベみなと物語とはサンテレビで放送されていた情報番組。

## 概要
サンテレビジョン（通称サンテレビ　本社　神戸市中央区ポートアイランド）の
情報番組「コーベみなと物語」は平成6年10月からスタート。週1回の30分番組として
ゴールデンタイムに、3年間にわたり放送。日本有数の港である神戸港と、関連を持つ世界各国との
動きの中で市民、企業経済とのつながりなどをテーマにした。
港や船は心のふるさととしてもたくさんのドラマが秘められており、多くの歌の題材にも使われている。
港コーべをキーワードに、あらゆる角度からその姿やトレンドをリポート。
21世紀に向けた海からのメッセージでもあった。
番組進行はスポーツキャスターとしても有名な西澤章。西澤はOBC（ラジオ大阪）、CBC（中部日本放送）を経て
フリーに。サンテレビのタイガース中継放映のアナウンサーとしても活躍。戦後の1回目の東京オリンピックにも番
組アナウンスした。（CBC時代）。
もう一人の進行リポート役は女性の青山哩彩（フリー）。当時はNHK大阪の関西の近場を紹介する「ちょっといい旅」
（週1回の30分番組）などのリポーターとしても出演、好評を博した。また、神戸のFM局である
KISS-FMにもレギュラー出演。この二人が同時ないしは一人で番組を展開。
番組企画とプロデューサーは前田清正（サンテレビ）。ディレクターは嘉治井崇（フリー　札幌テレビ出身）。
　放送開始の翌年1月に阪神淡路大震災に見舞われ、番組は危機状況に立たされたが
スタッフはじめスポンサー各社、番組協力をした神戸市港湾局（現みなと総局）などに支えられ番組は続行。
神戸港の被災状況や復興の動きを伝えた。
放送時はグローバル化の中で、地域と密着した看板番組のひとつだった。
番組の題名リストは次の通り
平成6年
- 10月 7日　マリンルート　海上アクセスの未来
- 10月14日　大型クレーンを動かす海のジェンヌ
- 10月21日　兵庫運河　もう一つのウォーターフロント
- 10月28日　あなとも豪華客船に
- 11月 4日　灯台記念日によせて
- 11月11日　75周年を迎える運輸省第三港湾建設局（当時名）
- 11月18日　海のゲート　神戸税関
- 11月25日　ハイテク倉庫　現場ルポ
- 12月 2日　ミナトの風　最新神戸ファッション
- 12月 9日　貨物アクセス　K-ACT
- 12月16日　日中間フェリー　上海への道
- 12月23日　旧居留地からのメッセージ
- 12月30日　南米移住船　ブラジル丸今昔

以下続く